# UK Space Agency
La UK Space Agency (Agenzia Spaziale del Regno Unito) è un'agenzia governativa del Regno Unito responsabile del suo programma spaziale civile. È stata istituita il 1º aprile 2010 per sostituire il British National Space Centre e ha assunto la responsabilità della politica e dei principali bilanci del governo inattivi nelle attività spaziali e rappresenta il Regno Unito in tutti i negoziati in materia spaziale. Essa mette insieme tutte le attività spaziali civili del Regno Unito sotto un'unica direzione". Sta operando inizialmente dalla sede esistente del BNSC a Swindon, Wiltshire.

## Creazione e scopi
La UK Space Agency è stata annunciata da Lord Mandelson, Lord Drayson e dall'astronauta Maggiore Timothy Peake al Queen Elizabeth II Conference Centre il 23 marzo 2010.
Fondi per circa 230 milioni di sterline e funzioni direttive sono confluite nella UK Space Agency da altre organizzazioni. La sua creazione è costata 60 milioni di dollari USA. "Migliorare il coordinamento degli sforzi del Regno Unito in campi come scienze della Terra, telecomunicazioni ed esplorazioni spaziali" formerà parte del suo ambito di competenza, secondo Lord Drayson.
Anteriormente alla creazione della UK Space Agency, l'industria spaziale e satellitare nel Regno Unito era valutata circa 6 miliardi di sterline e manteneva 68.000 posti di lavoro. L'obiettivo ventennale della UK Space Agency è di aumentare il valore dell'industria a 40 miliardi di sterline e 100.000 posti di lavoro, e di rappresentare il 10% dei prodotti e servizi spaziali mondiali (aumentando dall'attuale 6%). Questo piano deriva dalla "Strategia di Innovazione e Crescita Spaziale" (Space Innovation and Growth Strategy, Space-IGS).
Sebbene la Space-IGS richiedesse che il Regno Unito raddoppiasse i contributi all'Agenzia Spaziale Europea (European Space Agency, ESA) e iniziasse e guidasse almeno tre missioni fra ora e il 2030, questi impegni non sono stati esplicitati, dichiarando Lord Drayson che "richiederemo un progetto imprenditoriale vincolante per ciascuna proposta o missione".

### Centro Internazionale per l'Innovazione Spaziale
Come parte della UK Space Agency, un "Centro Internazionale per l'Innovazione Spaziale" (International Space Innovation Centre, ISIC) da 40 milioni di sterline sarà creato a Harwell, Oxfordshire, accanto alla struttura di ricerca dell'ESA. Alcuni dei suoi compiti saranno di indagare sul cambiamento climatico e sulla sicurezza dei sistemi spaziali. 24 milioni di sterline del costo del centro saranno finanziati dal governo, con il resto dall'industria, ed occuperà 700 persone nell'arco di cinque anni.

### Trasferimento di competenze
La UK Space Agency ha rilevato le seguenti competenze da altre agenzie governative:
- tutte le competenze, il personale e le risorse del British National Space Centre
- le sottoscrizioni dell'ESA dal Natural Environment Research Council, dal Science and Technology Facilities Council e dal Technology Strategy Board,[1] comprese le sovvenzioni per i progetti e il sostegno post-lancio[10]
- gli elementi britannici dei componenti spaziali del Global Monitoring for Environment and Security e del sistrma di navigazione satellitare[1]
- la partecipazione finanziaria nel Centro satellitare dell'Unione europea (concordato in via di principio)[1]
- il finanziamento per la tecnologia e la strumentazione dal Research Councils UK e dal Technology Strategy Board.[1]